# Georg Faber
Georg Faber (Kaiserslautern, 5 de abril de 1877 — Munique, 7 de março de 1966) foi um matemático alemão.

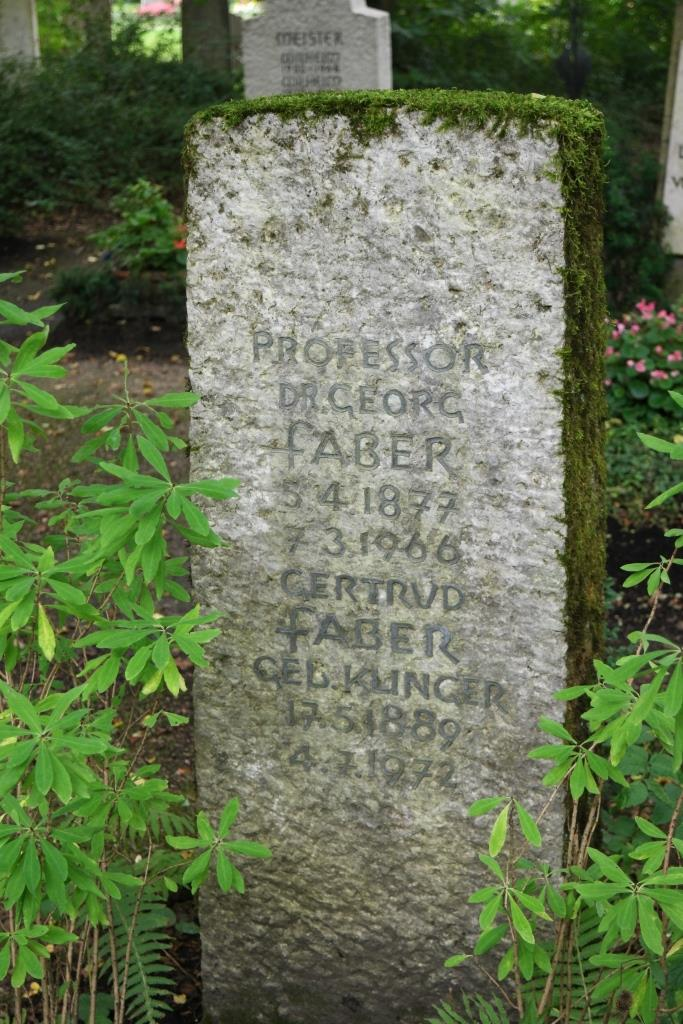
Sepultura de Georg Faber no Waldfriedhof Solln